# 前進！電波少年
前進！電波少年（英語：Susunu! Denpa Shōnen）是1998年日本電視台的一個真人實境節目。

## 簡介
節目邀請了香港代表謝昭仁同日本代表伊藤高史參與，隊名為「朋友」，兩人從南非開普敦出發前往非洲，沿途以步行與乘順風車方式橫越非洲和歐洲挪威斯萊特角燈塔兩萬多公里，宿露以體驗異國生活（除了其中一站蘇丹因當地政局不穩，獲電視台特別安排包機越過上空），全程由電視台追蹤錄影並在日本播出。
旅程在1998年1月28日開始，當時他們二人有十萬日圓旅費，但行程不久便用完，二人需在當地打工籌措旅費與簽證費以繼續行程（該遊戲規則為不准接受除打工外之金錢，不過後期伊藤有通過街頭表演、昭仁靠畫水彩風景畫賺旅費），最終經過漫長旅程後他們終於在同年11月14日到達終點完成旅程，大約二百九十天時間。
香港《蘋果日報》與無綫電視《城市追擊》節目亦同步跟進日本電視台播出的片段，完成旅程後並在邀請二人到香港舉行歡迎晚會節目。

## 外部連結
- 朋友（パンヤオ）の舞台裏にいたコーディネーター（マラウイからケニア，ギリシャからノルウェーのゴールまで）：エクセルマン・プロダクションズのダグラス・ライオン （页面存档备份，存于）
- 進ぬ!電波少年公式サイト，存于[]